# Поццоново
Поццоново (итал. Pozzonovo) — коммуна в Италии, располагается в провинции Падуя области Венеция.
Население составляет 3538 человек, плотность населения составляет 147 чел./км². Занимает площадь 24 км². Почтовый индекс — 35020. Телефонный код — 0429.
В коммуне 8 сентября особо празднуется Рождество Пресвятой Богородицы. Покровителем коммуны почитается святитель Афанасий Великий, празднование 2 мая.